# Eparchie kuzněcká
Eparchie kuzněcká je eparchie ruské pravoslavné církve nacházející se v Rusku.

## Území a titul biskupa
Zahrnuje správní hranice území Issinského, Kameškirského, Kuzněckého, Lopatinského, Luninského, Něvěrkinského, Nikolského a Sosnovoborského rajónu Penzenské oblasti.
Eparchiálnímu biskupovi náleží titul biskup kuzněcký a nikolský.

## Historie
Eparchie byla zřízena rozhodnutím Prozatímního synodu Ruské pravoslavné církve dne 8. října 1929 oddělením území ze saratovské eparchie.
Prvním eparchiálním biskupem se stal biskup lukojanovský a vikář nižněnovgorodské eparchie Serafim (Juškov).
Roku 1943 došlo ke zrušení eparchie a území se stalo součástí penzenské eparchie.
Dne 26. července 2012 rozhodl Svatý synod o obnovení eparchie. Stala se součástí nově vzniklé penzenské metropole.

## Seznam biskupů
- 1929–1935 Serafim (Juškov)
- 1935–1936 Pavel (Čistjakov)
  - 1943–2021 eparchie zrušena
- 2012–2014 Serafim (Domnin)
- 2014–2019 Nestor (Ljuberanskij)
- od 2019 Serafim (Domnin), dočasný administrátor